# يان هنري
يان هنري (23 أكتوبر 1914 في المملكة المتحدة - 20 ديسمبر 1999 في المملكة المتحدة) (بالإنجليزية: Ian Henry)‏ هو لاعب كريكت بريطاني (وحمل سابقاً جنسية المملكة المتحدة لبريطانيا العظمى وأيرلندا).

## وصلات خارجية
- يان هنري على موقع إي آس بي آن كريك إنفو (الإنجليزية)